# Megarctosa caporiaccoi
Megarctosa caporiaccoi är en spindelart som beskrevs av Roewer 1960. Megarctosa caporiaccoi ingår i släktet Megarctosa och familjen vargspindlar.
Artens utbredningsområde är Kamerun. Inga underarter finns listade i Catalogue of Life.